# Trichomalus deiphon
Trichomalus deiphon är en stekelart som först beskrevs av Walker 1843.  Trichomalus deiphon ingår i släktet Trichomalus och familjen puppglanssteklar. Inga underarter finns listade i Catalogue of Life.